# Roger Troutman
Roger Troutman (Hamilton Ohio, Estados Unidos; 29 de noviembre de 1951 - Dayton, Ohio, Estados Unidos; 25 de abril de 1999), también conocido como Roger, fue un cantante, compositor y productor estadounidense, fundador del grupo musical Zapp quien ayudo a encabezar el movimiento funk y fuertemente influenciado west coast rap debido a la pesada muestra de la escena de su música a lo largo de los años. Troutman fue bien conocido por uso del talk box, un dispositivo que está conectado a un instrumento (con frecuencia un teclado, pero más comúnmente una guitarra) para crear diferentes efectos vocales.

## Biografía

### Carrera temprana: Parliament-Funkadelic y Zapp
Nació en Hamilton Ohio, Estados Unidos, Roger fue el cuarto de diez hijos. Fue miembro de Parliament-Funkadelic y participó en el último álbum de la banda con Warner Bros. Records, The Electric Spanking of War Babies. La primera banda en la que Roger formó parte fue THE CRUSADERS. Los miembros de la banda fueron Rick Schoeny, Roy Beck, Dave Spitzmiller y Denny Niebold. Troutman había formado varios grupos musicales con sus cuatro hermanos, incluyendo Little Roger and the Vels y Roger and the Human Body. En 1977, él y The Human Body publicaron su primer sencillo «Freedom». En el transcurso de dos años, Roger y sus hermanos fueron descubiertos por George Clinton, quien firmó el recién bautizado Zapp en su sello Uncle Jam Records en 1979. La formación original consistía en Roger Troutman, Larry Troutman, Lester Troutman, Terry Troutman, Gregory Jackson y Bobby Glover. Zapp realizó su debut en televisión en el primer y único Funk Music Awards. Un año después, a raíz de que Uncle Jam Records se vio forzado a cerrar, Zapp firmó con Warner Bros. Records y publicaron su álbum debut homónimo, el cual produjo Bootsy Collins y Troutman compuso el éxito «More Bounce to the Ounce». La canción alcanzó el #1 en el Billboard Soul Singles en otoño de 1980. El álbum debut alcanzó el top 20 en el Billboard 200 y mostró a Zapp y Roger en el panorama nacional.
Entre 1980 y 1985, Zapp publicó los álbumes Zapp, Zapp II, Zapp III y The New Zapp IV U y publicaron sencillos top 10 tales como «Be Alright», «Dance Floor», «I Can Make You Dance», «Heartbreaker», «It Doesn't Really Matter» - el cual fue un tributo a los artistas negros del pasado y presente y la balada funk de Charlie Wilson y Shirley Murdock, «Computer Love». La magia de Zapp para hacer éxitos se desvaneció poco después del lanzamiento de su quinto álbum, Zapp Vibe, en 1989. A lo largo de la trayectoria de Zapp, los miembros originales crecieron alrededor de quince. En 1993, el grupo lanzó su álbum más vendido cuando se lanzó un álbum compilatorio, Zapp & Roger: All the Greatest Hits, el cual incluía remixes de sencillos en solitario de Roger junto a un nuevo sencillo «Slow an Easy» así como también «Mega Medley», que reunió una colección de sencillos exitosos del grupo en un remix. El álbum vendió más de 2.000.000 copias dando al colectivo su álbum más exitoso a la fecha.

### Muerte
El cuerpo de Roger sería hallado muerto afuera de su estudio en Dayton, Ohio. Larry Troutman, hermano mayor de Roger y también miembro de Zapp, había matado a su hermano para luego huir y suicidarse. Los motivos del asesinato nunca se develaron, pero se especula con que los hermanos no se habían puesto de acuerdo acerca del cómo iba a ser el regreso de Zapp a la industria. 
Después de la repentina muerte de Roger, los hermanos restantes dieron un paso adelante con el álbum, Zapp VI: Back By Popular Demand en 2002.

## Discografía
- 1981: The Many Facets of Roger
- 1984: The Saga Continues
- 1987: Unlimited!
- 1991: Bridging the Gap